# Giovan Battista Galeazzi
Giovan Battista Galeazzi (Brescia, 1550-1552 – 1606-1610) è stato un pittore italiano.

## Biografia
Giovan Battista Galeazzi, era figlio d'arte, nacque a Brescia, figlio del pittore Agostino e Bartolomea de Confortis, in una data collocabile tra il 1550 e il 1552.  
La data della sua morte è indicata tra il 1606, anno in cui firmò la tela Madonna col Bambino e santi della chiesa parrocchiale di San Martino Vescovo di Villa Dalegno e il 1610 quando Agostina, sua figlia, firmò in proprio un contratto. Nelle opere del Galeazzi si possono cogliere affinità con i lavori del bresciano Grazio Cossali, che per lo storico Fenaroli fu suo maestro oltre al padre: "lezioni ed ammaestramenti". Probabilmente i due artisti sono invece cresciuti nel medesimo ambito formativo con i lavori di Luca Mombello. I due artisti, pur cercando di mantenere una propria identità artistica, mantennero l'identità morettiana, tanto importante in terra bresciana.
L'artista non si allontanò mai dalla terra bresciana, risultano infatti tutti i suoi dipinti nelle chiese e musei di Brescia. Il primo dipinto firmato dal Galeazzi fu l'immagine del Redentore a coronare l'altare dedicato a sant'Antonio della chiesa di San Martino Vescovo a Vezza d'Oglio risalente al 1583, e qualche anno dopo nel 1560 la tela per l'altare di Santa Lucia raffigurante Madonna tra i santi e due religiosi con i misteri del rosario. La pinacoteca Ambrosiana di Milano conserva la tela a matrice morettiana Martirio di san Pietro che era stata commissionata per la chiesa parrocchiale di San Marco Evangelista a  Gardone.
La sua attività fu intensa, alcune sue opere sono andate perdute, mentre altre sono state erroneamente assegnate ad altri artisti. Non è nota la sua data di morte che dovrebbe collocarsi tra il 1607 anno della firma dell'ultimo suo contratto lavorativo per la chiesa di  Collebeato e il 1610, quando è documentato un atto firmato dalla figlia Agostina.

### Opere
- Redentore prima opera firmata
- Madonna col Bambino e santi San Martino Vescovo di Villa Dalegno;
- Incoronazione della Vergine con le allegorie dell'Umiltà e della Pudicizia 1575 Museo di Santa Giulia Brescia;
- Santa Giulia 1575 museo Santa Giulia Brescia;[4]
- Madonna tra i santi e due religiosi e i misteri del rosario chiesa di San Martino Vescovo a Vezza d'Oglio
- Martirio di san Pietro da Verona, 1599, chiesa di San Marco Evangelista, Gardone Val Trompia[5]
- Conversione di san Paolo per la chiesa di Collebeato, 1607
- Affreschi del coro della chiesa di San Paolo poi soppressa;
- Cristo Crocefisso tra la Madonna e sant'Agostino monastero di Sant'Agostino di Brescia;[6]